# Паттерсон, Саймон
Саймон Паттерсон (англ. Simon Patterson; род. 24 сентября 1981 года в г. Белфаст, Северная Ирландия) — британский диджей и музыкальный продюсер. Ныне проживает в США

## Биография
Саймон Паттерсон родился в 1981 году в Белфасте. В 2000 году переехал в Лондон, так как всегда хотел заниматься музыкой. Свою музыкальную карьеру Саймон начал с запуска лейблов «Age One» и «B Sorted Records» под руководством известного итальянского диджея и продюсера Dino Lenny. Затем Саймон познакомился с Джаджом Джулсом, который предложил ему стать его A&R-менеджером. Позже, в 2000 году, Саймон начал диджейскую карьеру и стал резидентом лондонского клуба «The Cross».
Затем Саймон познакомился с Ричардом Кэйваном. С ним Саймон нашёл много общего, в том числе и музыкальные предпочтения. Затем Джадж Джулс предложил ребятам поработать вместе. Таким образом в 2003 году появился проект Dogzilla. Их первая работа с одноимённым названием стала саундтреком к фильму Фабрика футбола.
Помимо работы в проекте Dogzilla Саймон начал выпускать сольные работы. Благодаря таким хитам, как «F:16», «Bulldozer», «Panic Attack» Саймон сделал своё имя популярным на транс-сцене, а также стал получать огромную поддержку от таких звёзд транс-музыки, как Армин ван Бюрен, Тиесто, Ферри Корстен, Пол Ван Дайк, Above & Beyond и многих других.
В 2008 году Саймон дебютировал на 64 месте в авторитетном рейтинге диджеев от британского журнала DJ Magazine. В 2009 поднялся на 42 место, в 2010 на 28 место.
В 2011 году под руководством Spinnin' Records Саймон открыл лейбл Night Vision, однако в 2013 году из-за разногласий со Spinnin' лейбл был закрыт.
В 2010 году Саймон запустил радиошоу "Digital Showdown" на популярной интернет-радиостанции DI.FM. В 2013 году вышел последний выпуск, и затем Саймон запустил новое радиошоу "Open Up"
В 2016 году Саймон стал резидентом лейбла своего приятеля Джона Аскью - VII. На данном лейбле выпускаются композиции исключительно 7 музыкантов: John Askew, Sean Tyas, Blazer, Astrix, Freedom Fighters, Will Atkinson, и Саймон, соответственно. С 2018 года место Astrix занял Alex Di Stefano.

## Дискография

### Синглы
- 2006: F-16
- 2007: Panic Attack / Strip Search
- 2007: Bulldozer / We’ll See
- 2008: Smack / Whatever It Takes
- 2008: Different Feeling
- 2008: Us
- 2008: Somethin’s Up (with Sean Tyas)
- 2009: For the Most Part (with Sean Tyas)
- 2009: Always
- 2009: Thump
- 2010: Taxi
- 2010: Miss You
- 2011: Mood Swing
- 2011: Latika
- 2011: F16 (Nick Callaghan & Will Atkinson 2011 Remix)
- 2011: Come to Me (with Greg Downey) (feat. Bo Bruce)
- 2011: Keep Quiet (feat. Lucy Pullin)
- 2011: Smack (John Askew Remix)
- 2012: So What
- 2012: We’ll See (Paul Webster Remix)
- 2012: Within
- 2012: Here And Now (feat. Sarah Howells)
- 2012: Always (Jordan Suckley Remix)
- 2013: Zero Contact With The Humans (self-released)
- 2013: Vanilla (with Jordan Suckley)
- 2013: The One (feat. Lucy Pullin)
- 2013: Contraband (with Blazer)
- 2013: Brush Strokes
- 2014: Shadows (with Astrix)
- 2014: Dissolvee (feat. Sarah Howells)
- 2014: Whites Of Her Eyes
- 2015: Time Stood Still (feat. Matt Adey)
- 2015: Apex
- 2016: Now I Can Breathe Again (feat. Lucy Pullin)
- 2016: Evoke (with Magnus)
- 2016: Vapour Trails (feat. Dave Wright)
- 2017: Spike
- 2017: Opulence
- 2017: Roll The Credits
- 2018: Fall For You (feat Lucy Pullin)
- 2018: Solo

### Ремиксы
- 2008: Mark Pledger vs Matt Hardwick feat. Melinda Gareh — Fallen Tides (Simon Patterson Remix)
- 2009: Sam Sharp — Roundabout (Simon Patterson Remix)
- 2010: John Askew — Black Out (Simon Patterson Remix)
- 2013: Neelix — Leave Me Alone (Simon Patterson Remix)
- 2013: Simon Patterson — Thump (Simon Patterson 2013 remix)
- 2014: Armin van Buuren — Ping Pong (Simon Patterson Remix)
- 2014: Neelix — Coloured Light (Simon Patterson Remix)

### Компиляции
- 2009: Euphoria: Trance Awards 2009
- 2009: Trance Energy Australia 2009
- 2010: Techno Club Vol. 32
- 2013: The Gallery: 18 Years
- 2013: Full On Fluoro Vol. 01
- 2014: Who's Afraid Of 138?!
- 2015: Trance Nation